# Danda (Satzzeichen)
Das Danda (Sanskrit daṇḍa ‚Stock‘) ist ein Satzzeichen der Devanagari-Schrift und anderer Schriften des Indischen Schriftenkreises, beispielsweise des Bengalischen (dort als দাঁড়ি dari bezeichnet), Gurmukhi, Gujarati, Oriya, Telugu, Kannada und Malayalam. Es kennzeichnet das Satzende, analog zum Punkt des lateinischen Schriftsystems. Es besteht aus einem senkrechten Strich und ähnelt insoweit dem Senkrechten Strich des ASCII-Zeichensatzes. In Unicode ist es als U+0964 devanagari danda im Block Devanagari codiert und dort explizit als für weitere Schriften des indischen Schriftenkreises anzuwenden gekennzeichnet.
Das Gleiche gilt für das doppelte Danda (Unicode: U+0965 devanagari double danda), das als doppelter senkrechter Strich ein Absatzende kennzeichnet.
In Versdichtungen markiert das Danda das Ende eines Halbverses (Sanskrit pāda) und das doppelte Danda das Ende eines Verses.